# Blažo Igumanović
Blažo Igumanović (in serbo Блажо Игумановић?; Podgorica, 19 gennaio 1986) è un ex calciatore montenegrino, di ruolo difensore.

## Carriera

### Nazionale
Ha esordito in nazionale il 14 novembre 2012 nella partita Montenegro-San Marino valida per le qualificazioni ai Mondiali 2014.

## Palmarès

### Club
- Campionato montenegrino: 1

Zeta: 2006-2007

### Individuale
- Migliore calciatore del campionato montenegrino: 1

2012